# Cloeodes waltzi
Cloeodes waltzi är en dagsländeart som beskrevs av John H. Wiersema och Baumgardner 2000. Cloeodes waltzi ingår i släktet Cloeodes och familjen ådagsländor. Inga underarter finns listade i Catalogue of Life.